# Simpósio

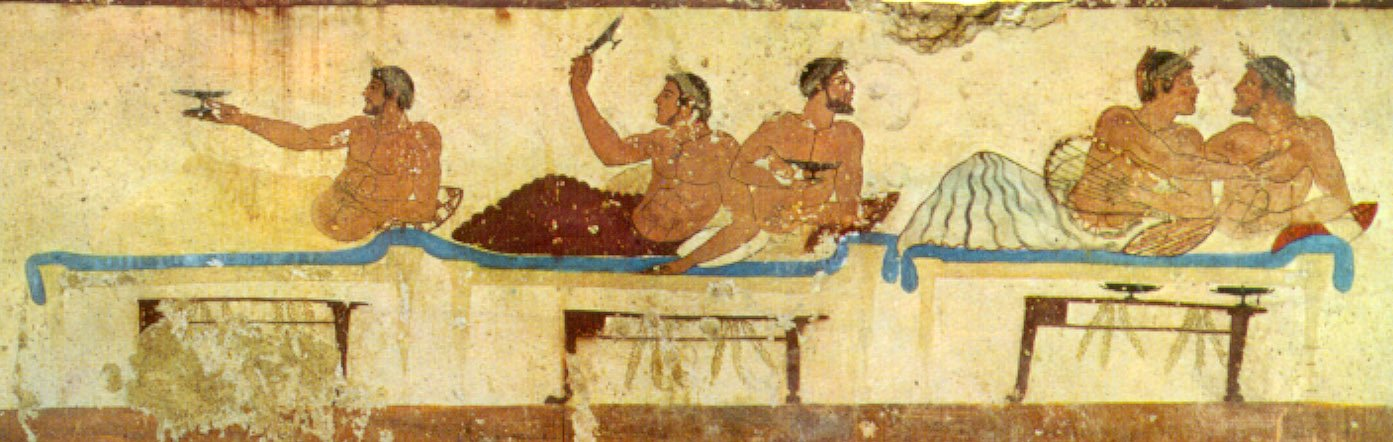
Cena de um Simpósio (Afresco da Tumba do Mergulhador, 475 a.C.), Museu Nacional de Pesto, Itália. Cinco 'simposiastas' estão sendo mostrados, reclinados em poltronas, da esquerda para a direita; o primeiro está chamando o simposiarca para encher seu copo, o segundo está tocando o kottabos, o terceiro está chamando outros indivíduos.

Simpósio (em grego: συμπόσιον, transl. sympósion) é um termo que se referia, na Grécia Antiga, a uma festa onde se bebia (o verbo grego sympotein significa "beber junto"), geralmente realizada depois de um banquete, e durante a qual eram travados diálogos e conversas intelectuais, enquanto escravos ou empregados faziam apresentações de música e dança. Recentemente o termo passou a designar qualquer conferência acadêmica, ou um estilo de aula, ministrada em universidades, que segue um formato abertamente discursivo e não o formato tradicional de uma palestra ou perguntas e respostas. 
As elegias simpóticas de Teógnis de Megara e dois diálogos socráticos, o Simpósio de Platão e o Simpósio de Xenofonte, descrevem os simpósios em seu significado original.